# Zale termina
Zale termina là một loài bướm đêm trong họ Erebidae.